# Exhall
Exhall is een civil parish in het bestuurlijke gebied Nuneaton and Bedworth, in het Engelse graafschap Warwickshire.